# Ctenus denticulatus
Ctenus denticulatus är en spindelart som först beskrevs av Simon 1884.  Ctenus denticulatus ingår i släktet Ctenus och familjen Ctenidae. Inga underarter finns listade i Catalogue of Life.